# Jevgeni Popov (veldrijder)
Jevgeni Aleksandrovitsj Popov (Russisch: Евгений Александрович Попов) (Penza, 18 september 1984) is een Russisch voormalig wielrenner en veldrijder. In 2013 en 2014 was hij assistent-ploegleider bij Itera-Katjoesja, de ploeg waar hij in 2010 zijn carrière afsloot.

## Overwinningen
2005
1e etappe deel A Vijf ringen van Moskou
 Wereldkampioen op de weg, Militairen
3e etappe Triptyque des Barrages
2006
Omloop der Kempen

## Ploegen
- 2006- Rabobank Continental Team
- 2007- Rabobank Continental Team
- 2008- Rabobank Continental Team
- 2009- Katjoesja Continental Team
- 2010- Itera-Katjoesja

Aernouts ·
de Baat ·
Boom ·
van Dulmen ·
Duijn ·
van Emden ·
Flens ·
Gesink ·
Groenendaal · 
de Knegt ·
Kozontsjoek ·
Leezer ·
Maaskant ·
Nys ·
Popov ·
Reus (tot 30/06) ·
Ruijgh ·
Stamsnijder ·
Vanthourenhout ·
van der Velde ·
Veelers ·
Walker (tot 30/06)
Aernouts ·
Berkhout ·
de Baat ·
Boom ·
van Dulmen ·
van Emden ·
Groenendaal · 
Keizer ·
de Knegt ·
Kruijswijk ·
Leezer ·
Maaskant ·
Mollema ·
Nys ·
Popov ·
Rabou ·
Ruijgh ·
van Poppel ·
van der Velde ·
Veelers ·
Vermeltfoort ·
van Winden
Adams ·
Aernouts ·
Beima ·
Berkhout ·
Bol ·
Boom ·
van Emden (tot 31/08) ·
van Garderen ·
Keizer ·
de Knegt ·
Kreder · 
Kruijswijk ·
Lodewyck · 
Nys (tot 09/05) ·
Popov ·
van Poppel ·
Rabou ·
Sinkeldam ·
Van Staeyen ·
van der Velde ·
Vermeltfoort ·
van Winden